# Nguyen Thi Kim Ngan
Nguyễn Thị Kim Ngan, nata Nguyễn Thi Kim Ngan (Ben Tre, 12 aprile 1954), è una politica vietnamita, attuale presidente del parlamento.
Il 31 marzo 2016 è stata eletta presidente dell'assemblea nazionale del Vietnam, sostituendo Nguyen Sinh Hung. È la prima donna a ricoprire questa carica. In precedenza era il vice presidente dell'assemblea nazionale, ministro del lavoro, presidente della provincia di Hải Dương.